# José de Huéscar
José de Huéscar (Albacete, 27 agosto 1938 – Aouste-sur-Sye, 29 aprile 2007) è stato un fumettista spagnolo.

## Biografia
José de Huéscar parla il francese e l'italiano. Appassionato di sport, è cintura nera di judo e campione spagnolo di tiro a segno. Lavora per l'agenzia Selecciones Ilustradas e per la casa editrice Toray di Barcellona, frequenta i corsi della Beaux Arts, impara l'inglese e le tecniche del giornalismo.
Nel 1969 disegna per il trimestrale francese Coplan. Nel 1970 si stabilisce in Francia con la prima moglie, Carmen Lévi, fumettista e colorista (si separano nel 1980 e divorziano nel 1985). Disegna per Rin tin tin, La vie du rail, Le Hérisson, Marius, Ici Paris, L'Humanité, La Vie Ouvrière, La Dépêche du Midi, il gruppo Hachette, Pif Gadget (pubblicato da Éditions Vaillant) con la serie L'Agence Eurêka, Les Aventures du macromonde e adattamenti di serie televisive come Mannix. Ha anche disegnato le copertine dei romanzi della serie Jag di Gérard de Villiers e ha realizzato l'illustrazione della scatola del gioco "La bataille navale". Con lo pseudonimo di Garvi, è apparso anche nei contenuti della rivista Circus nel 1987, per Le Batard de Vénus, basato su una sceneggiatura di Marau, un fumetto erotico pubblicato da Glénat.
Le sue opere principali sono L'Histoire du Far West, Yvain à la recherche du chaudron d'or, pubblicate a fumetti su Pif Gadget, e Le livre de la jungle del 1982 da G.P Rouge et Or, anch'esso pre-pubblicato su Pif Gadget.
È soprattutto un disegnatore, con una preoccupazione per la precisione storica, come dimostra il suo fumetto del 1985 Gaston Fébus e il Principe Nero, realizzato su uno scenario descritto dallo storico Pierre Tucoo-Chala.
È un grande appassionato di western, che permea il suo lavoro. Dal 1988 si dedica esclusivamente alla pittura. Insegna in diverse scuole d'arte e tiene conferenze ad Angoulême. Con Josine, conosciuta nel 1982, decide di vivere a Saint-Fargeau-Ponthierry in Seine-et-Marne e si sposa nel luglio 1998, ritirandosi nel 2000 nella Drôme per essere più vicino alle figlie adottive.
La vedova Josine de Huéscar, le figlie Florence e Agnès e la sorella Mari Carmen de Huéscar hanno lasciato in eredità le sue opere alla città di Huéscar in Andalusia (Spagna) e il 4 maggio 2011 è stata ufficialmente creata la Fondazione José de Huéscar.